# Final Masquerade
Final Masquerade is een nummer van de Amerikaanse alternatieve-rockgroep Linkin Park. Het is geschreven door Chester Bennington en Mike Shinoda en geproduceerd door Shinoda, gitarist Brad Delson en medegeproduceerd door Emile Haynie voor het zesde studioalbum The Hunting Party dat 13 juni 2014 uitkwam. Het is de derde officiële single van het album. 

## Achtergrondinformatie
Het werd op 9 juni al uitgebracht als een van de drie promotiesingles, na Wastelands en Rebellion. De eerste twee officiële singles waren Guilty All the Same en Until It's Gone.
Het nummer werd beschreven als "meer A Thousand Suns dan Hybrid Theory door Metal Hammer. Hiermee werd er verwezen naar de minder harde aard van het nummer vergeleken met het rest van The Hunting Party, dat een van de hardere albums van de band is en qua geluid meer op het laatstgenoemde album lijkt. De website vermeldde verder dat Linkin Park een "beheerste, meditatieve en langzaam ontvouwende midtempo anthem heeft gebouwd om opbouwende beats in een laag tempo, rustige keyboardspel en palm-muted gitaar". 
De videoclip van het nummer werd op 29 juli op MTV voor het eerst uitgezonden. De clip is geregisseerd door Mark Pellington. 

## Tracklist
Alle muziek en teksten zijn geschreven door Linkin Park en Emile Haynie. 
| Nr. | Titel            | Duur  |
| --- | ---------------- | ----- |
| 1.  | Final Masquerade | 03:27 |

| Nr. | Titel                                  | Duur  |
| --- | -------------------------------------- | ----- |
| 1.  | Final Masquerade                       | 03:27 |
| 2.  | Until It's Gone (Live at Rock am Ring) |       |

Emily Armstrong · Chester Bennington · Rob Bourdon · Colin Brittain · Brad Delson 
Dave Farrell · Joe Hahn · Scott Koziol · Mike Shinoda · Mark Wakefield